# Milton Dick
Dugald Milton Dick (Brisbane, 21 de julio de 1972) es un político australiano que actualmente se desempeña como el trigesimosegundo Presidente de la Cámara de Representantes de Australia. Es un miembro del Partido Laborista Australiano (ALP) y ha representado al electorado de Oxley (ubicado en Queensland) en la Cámara de Representantes desde su elección en el 2016. Previamente se desempeñó como concejal del Concejo Municipal de Brisbane desde el 2008 al 2016, representando al distrito de Richlands, y también como el secretario estatal del ALP de 2004 hasta el 2008. Es el hermano de Cameron Dick, el tesorero de Queensland.

## Biografía
Dick nació en Brisbane el 21 de julio de 1972 de Joan y Allan Dick. Su padre fue un veterano naval de la Segunda Guerra Mundial, y estableció una cadena de carnicerías en los suburbios meridionales de Brisbane, mientras que su mujer era partera. Se educó en la Escuela Grammar de la Iglesia Anglicana (en inglés, Anglican Church Grammar School) y obtuvo un Bachelor de Artes de la Universidad de Queensland.

## Política
Dick se unió al ALP cuando tenía 18 años como estudiante en la universidad, y se desempeñó como presidente nacional de Young Labor. Trabajó como oficial electoral para David Beddall (1993–1998) y el senador John Hogg (1998–2000) y después como un organizador del ALP. Dick fue seleccionado como el secretario estatal del partido y como director de campaña en el 2004, habiéndose desempeñado como delegado a la conferencia nacional desde el 2001. Él lideró la campaña exitosa del partido en las elecciones federales del 2007. Anunció que renunciaba a su cargo en diciembre del 2007 para presentarse para elección a oficio público, renuncia que se hizo efectiva en marzo del año siguiente.

### Gobierno local
En el 2008, Dick fue elegido al Consejo Municipal de Brisbane, como representante del distrito Richlands. No era residente de aquel distrito cuando anunció su candidatura, pero anunció que se mudaría allí desde su hogar en Clayfield. Fue apoyado por el entonces primer ministro , Kevin Rudd. Dick fue el vice-líder de la oposición en el consejo hasta el 2012 cuando fue designado líder de la oposición hasta su renuncia en el 2016. Fue el portavoz oficial de la oposición para los servicios fiscales.

### Política federal
Después de la derrota del Partido Laborista en las elecciones federales del 2013, Dick y Jane Garret fueron seleccionados para liderar una revaluación de la campaña del partido. Cuando eso, públicamente le pidió al ex-primer ministro Kevin Rudd que permaneciera en el Parlamento.
En abril del 2015, Dick anunció que se presentaría para la preselección como candidato para el electorado federal de Oxley, después de la jubilación de Bernie Ripoll. Fue preseleccionado unánimemente, y retuvo a Oxley para el ALP en las elecciones federales del 2016.
En julio del 2022, después del éxito del ALP en las elecciones federales que sucedieron ese año, Dick fue nominado como el candidato del gobierno como Presidente de la Cámara de Representantes. Lo escogieron como parte de un trato entre facciones del partido, bajo el cual la facción Derechista del ALP elegía al Presidente de la Cámara, y la facción Izquierdista elegía al Presidente del Senado. Derrotó a Rob Mitchell, el entonces Segundo Vicepresidente de la Cámara, con el apoyo de las facciones Derechistas de Queensland y Nueva Gales del Sur. En el primer día de la sesión del parlamento, el 26 de julio, fue elegido como Presidente de la Cámara, ganando con 96 votos para derrumbar a su predecesor, Andrew Wallace quien recibió 56 votos.

## Posiciones políticas
Dick es un miembro de la facción Laborista Derechista. Después de la derrota del partido en las elecciones federales del 2019, dijo que el partido necesitaba "tomar una perspectiva más fuerte y más firme cuando se trata de los recursos y los beneficios que aquellos le brindan a nuestra economía". En agosto del 2019, fue uno de cuatro miembros del parlamento Laboristas que se unieron al grupo de Amigos Parlamentarios de las Exportaciones del Carbón, establecido por el miembro Liberal Craig Kelly.
Dick se ha designado como un "fuerte simpatizante de Israel" por Noticias Judías Australianas. Después de una visita oficial a Israel en el 2017, dijo que "los términos que se suelen a intercambiar – como asentamientos, ocupaciones, el apartheid y el muro – son eslóganes y clichés fáciles de usar, y no suele a haber un contrabalance para aquellos argumentos."